# Horden Browa
Horden Mykołajowycz Browa, ukr. Го́рден Миколайович Брова (ur. 8 kwietnia 1991 w Sołedarze) – ukraiński siatkarz, reprezentant kraju, grający na pozycji libero.

## Sukcesy klubowe
Mistrzostwo Ukrainy:
- 2018, 2019, 2021, 2022, 2024[5]
- 2017, 2023[6], 2025[7]
- 2015, 2016

Superpuchar Ukrainy:
- 2016, 2018, 2019, 2020

Puchar Ukrainy:
- 2017, 2018, 2019, 2021

Puchar Ligi Ukraińskiej:
- 2022[8]

## Sukcesy reprezentacyjne
Liga Europejska:
- 2021[9]

## Nagrody indywidualne
- 2017: Najlepszy libero ukraińskiej Superligi w sezonie 2016/2017
- 2018: Najlepszy libero ukraińskiej Superligi w sezonie 2017/2018
- 2019: Najlepszy libero ukraińskiej Superligi w sezonie 2018/2019
- 2021: Najlepszy libero ukraińskiej Superligi w sezonie 2020/2021